# Basílica de San Paolo Maggiore
La Basílica de San Pablo Mayor (en italiano: Basilica di San Paolo Maggiore) es una basílica monumental de Nápoles, en Italia, ubicada en la Piazza San Gaetano, en el centro histórico de la ciudad.
La basílica fue construida sobre los restos de un templo romano de los Dioscuros, del que quedan dos columnas de orden corintio con sus correspondientes arquitrabes que caracterizan la fachada principal.

## Historia

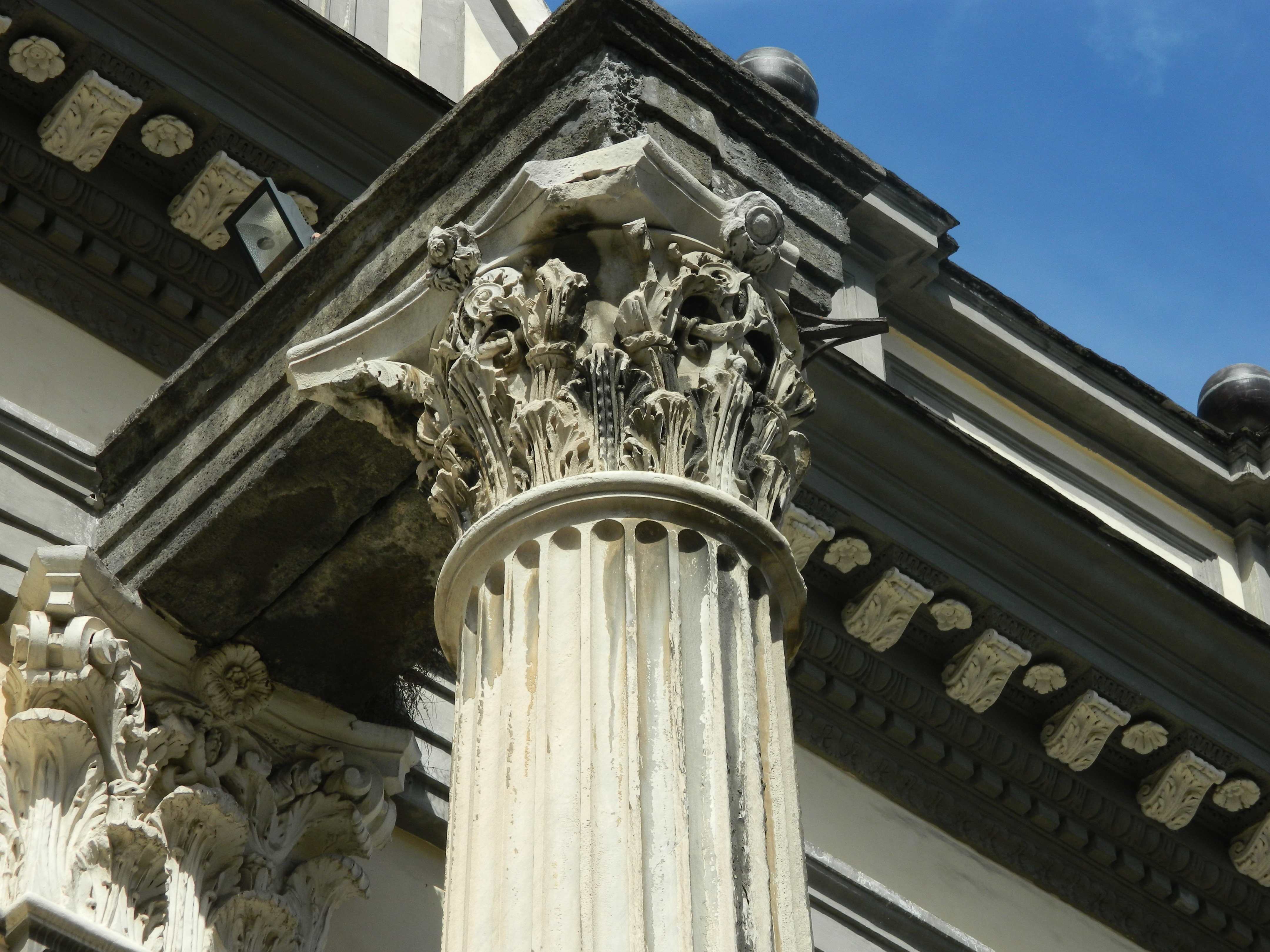
Detalle de una columna corintia del antiguo templo de los Dioscuri

El templo de los Dioscuros de Nápoles (siglo I d. C.) es el área sobre la cual se asienta la iglesia. Su fachada, con seis columnas y un tímpano triangular completo con esculturas, permaneció en pie hasta 1688, cuando colapsó debido a un terremoto.
La primera iglesia dedicada a San Pablo en esa área fue erigida entre los siglos VIII y IX d. C. para celebrar la victoria de los napolitanos sobre los Sarracenos, detrás del pronaos del templo pagano.
En 1538, el virrey español Pedro de Toledo cedió la basílica a Cayetano de Thiene, quien se instaló allí con los Clérigos Regulares. Sin embargo, solo muchos años después, en los primeros años de la década de 1580, después de la muerte de Thiene, los teatinos iniciaron una gran obra de reconstrucción bajo la dirección del arquitecto Francesco Grimaldi. La primera parte en ser construida fue el gran transepto con el profundo ábside poligonal. Posteriormente, las obras fueron continuadas por Giovanni Battista Cavagna, responsable de la construcción de la nave central, y a partir de 1625, por Giovan Giacomo di Conforto, quien se encargó de construir las naves laterales. Los trabajos de restauración finalizaron definitivamente en 1630.

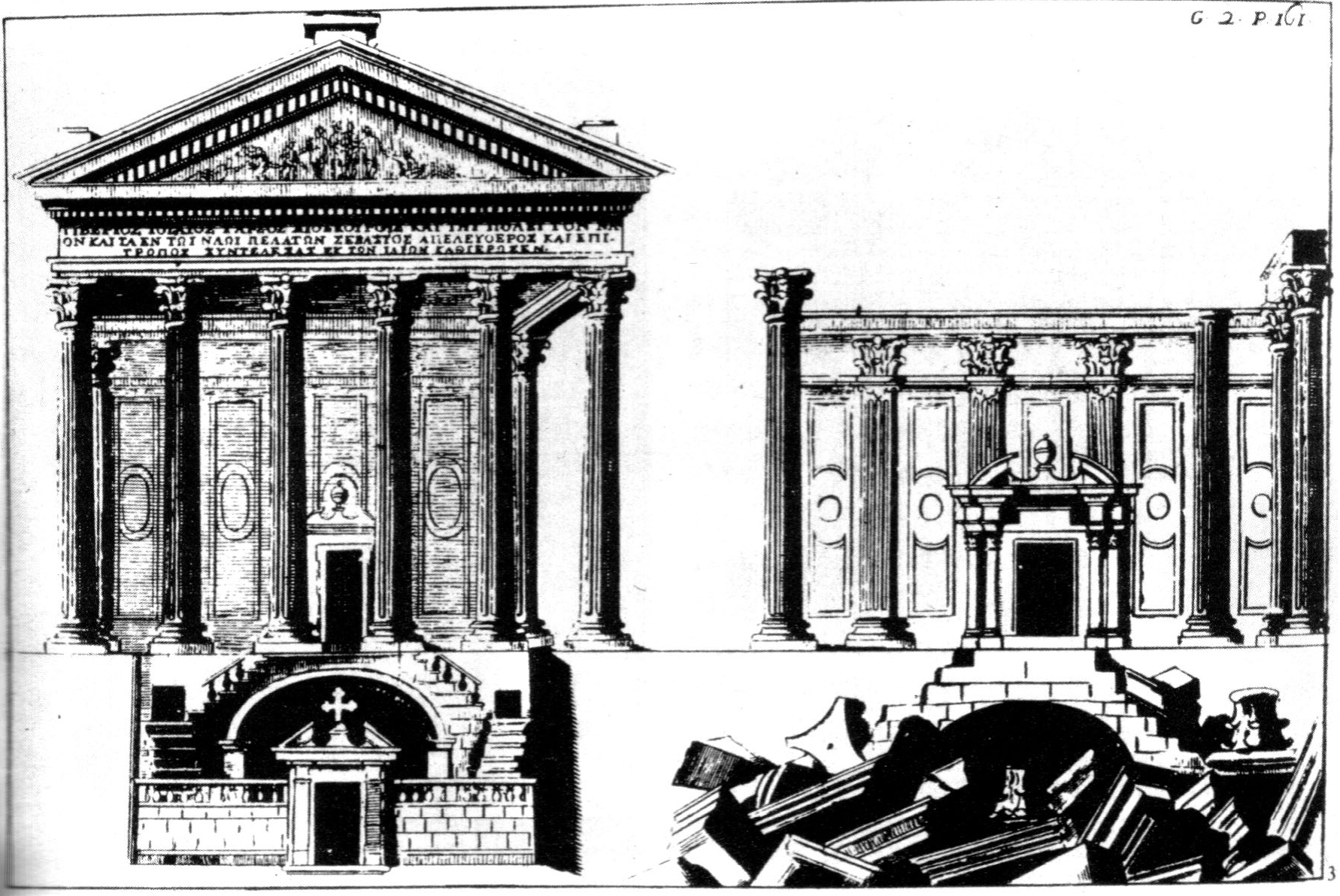
La fachada antes del derrumbe de 1688.

Alrededor de la primera mitad del siglo XVI, en la iglesia estuvo presente Andrés Avelino, quien ingresó en la basílica como postulante; en 1567, fue nombrado prepósito de San Paolo Maggiore y ocupó este cargo durante los siguientes diez años, seguido por Johannes Camillo Falivene da Giffoni. En mayo de 1585, después de los disturbios ocurridos en Nápoles tras el asesinato del líder Giovanni Battista Starace por parte de una multitud enfurecida, el santo actuó como mediador y puso a disposición de los necesitados los recursos de su orden. Hoy en día, los restos del santo están en el interior de la basílica.
Durante el siglo XVII, se llevaron a cabo importantes obras de decoración y embellecimiento. En 1642, Massimo Stanzione pintó el techo de la nave central. En 1671, Dionisio Lazzari, con motivo de las celebraciones por la canonización de Cayetano de Thiene, construyó una bóveda de albañilería que conectaba la fachada de la iglesia y las columnas del antiguo templo pagano. Probablemente fue debido a la intervención de Lazzari que la antigua estructura, considerablemente sobrecargada, no resistió al terremoto de 1688.
En el siglo XVIII, la obras de embellecimiento continuaron, principalmente a cargo de Domenico Antonio Vaccaro y Francesco Solimena, quienes reutilizaron los mármoles antiguos caídos con el terremoto, trabajándolos de nuevo e instalándolos en el interior para revestir el suelo y los pilares de la nave central. Trabajos adicionales fueron emprendidos por Giuseppe Astarita hacia la década de 1770, con motivo de la proclamación como beato de Pablo Burali d'Arezzo.
En 1943, debido a un bombardeo aéreo de los Aliados, la iglesia sufrió graves daños, especialmente el techo y el área del transepto, que colapsaron casi por completo. En 1962, durante las obra de renovación, se descubrieron restos del templo primitivo y también un cementerio, hoy accesibles a través de una puerta ubicada bajo las escalinatas principales de la basílica que conducen a la iglesia del Santissimo Crocifisso detta la Sciabica.
En diciembre de 1951, el papa Pío XII le otorgó el título de basílica menor.

## Descripción

### Planta
| 1. Iglesia del Santissimo Crocifisso detta la Sciabica 2. Santuario de San Cayetano de Thiene 3. Restos del Templo de los Dioscuros e ingreso a la Basílica de San Paolo 4. Angelo Custode de Domenico Antonio Vaccaro 5. Capilla de San Carlos Borromeo 6. Capilla de San Giuseppe Maria Tomasi 7. Capilla de los Santos Pedro y Pablo 8. Capilla Flasconi (o del Angelo Custode) 9. Capilla de la Inmaculada (o de los Santos Pedro y Pablo) 10. Capilla «anónima» 11. Capilla Firrao 12. Ábside 13. Capilla de San Andrés Avelino 14. Sacristía de Solimena 15. Capilla «anónima» 16. Capilla del beato Pablo Burali d'Arezzo 17. Capilla de la Pureza 18. Cappella de San Cayetano de Thiene 19. Capilla de la Navidad 20. Capilla del beato Giovanni Marinoni | Pianta |

### Exterior

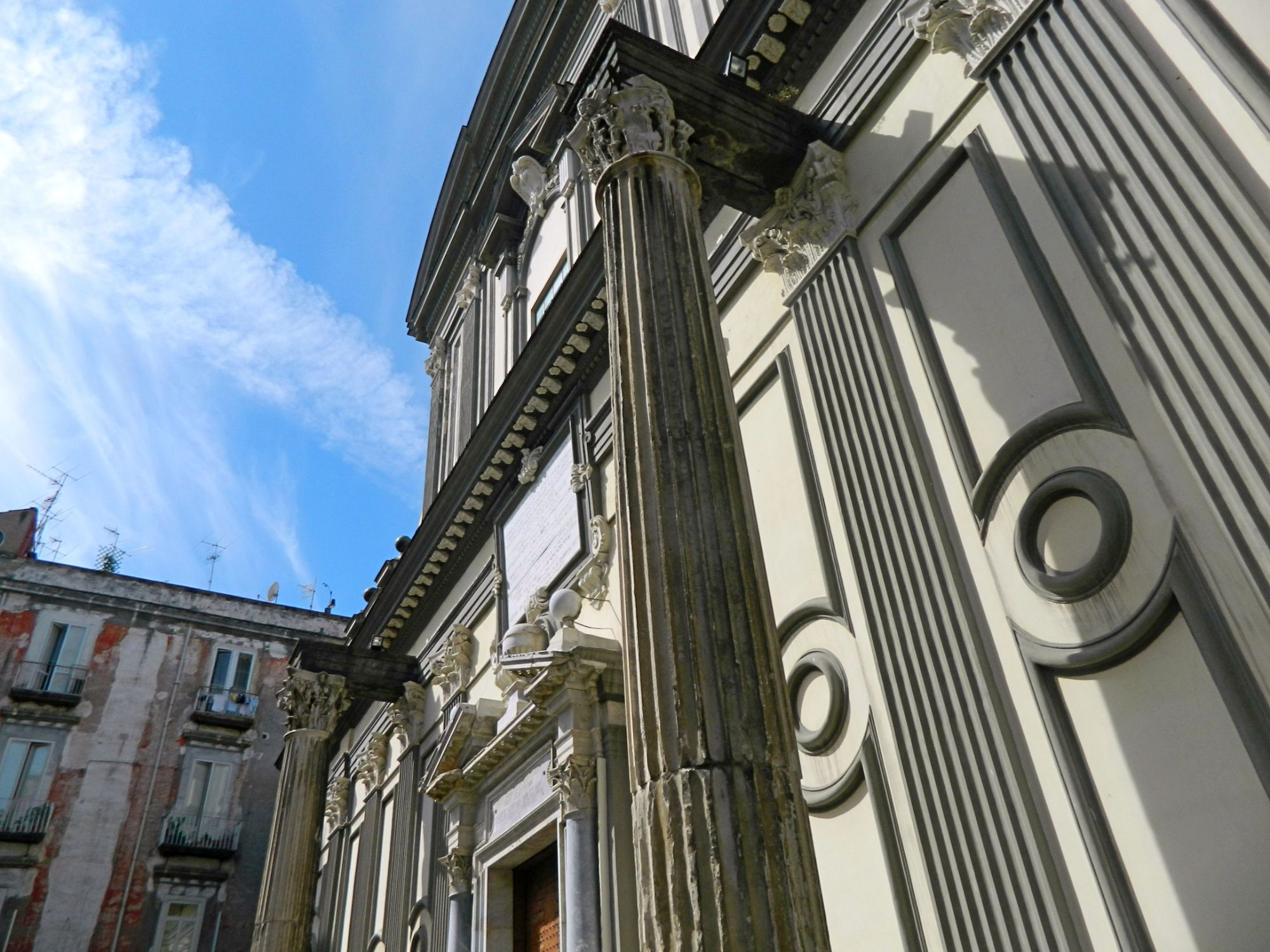
Detalle de la fachada.

La basílica presenta una fachada diseñada por Arcangelo Guglielmelli, quien logró incorporar en el nuevo proyecto las únicas dos columnas corintias del antiguo templo de los Dioscuros, de aproximadamente 11 metros de altura, que permanecieron en pie tras el terremoto de 1688. Estas columnas se dejaron a los lados de la entrada principal. Más hacia los bordes de la fachada principal, se encuentran dentro de dos hornacinas estatuas que representan a los santos Pedro (a la izquierda) y Pablo (a la derecha), ambas de Andrea Falcone, del año 1671.
Además, la basílica incorpora otros dos edificios religiosos de dimensiones modestas. Uno de ellos es el Santuario de San Cayetano de Thiene, que constituye el subcuerpo de la basílica y cuya entrada está ubicada en la base derecha de la escalinata principal, accesible directamente desde la Plaza de San Gaetano. El otro es la Iglesia del Santissimo Crocifisso detta la Sciabica, cuya entrada está situada directamente debajo de la base del antiguo templo romano de los Dioscuros.
En el lado derecho del complejo, un acceso lateral mediante una escalinata conecta con una puerta que conduce directamente a la iglesia, justo después de la segunda capilla de la nave derecha.

### Interior

#### Nave central
La planta es de cruz latina, con tres naves: la nave central y el transepto tienen una cubierta rebajada con forma de pabellón, mientras que las naves menores son abovedadads con una sucesión de cúpulas elípticas.

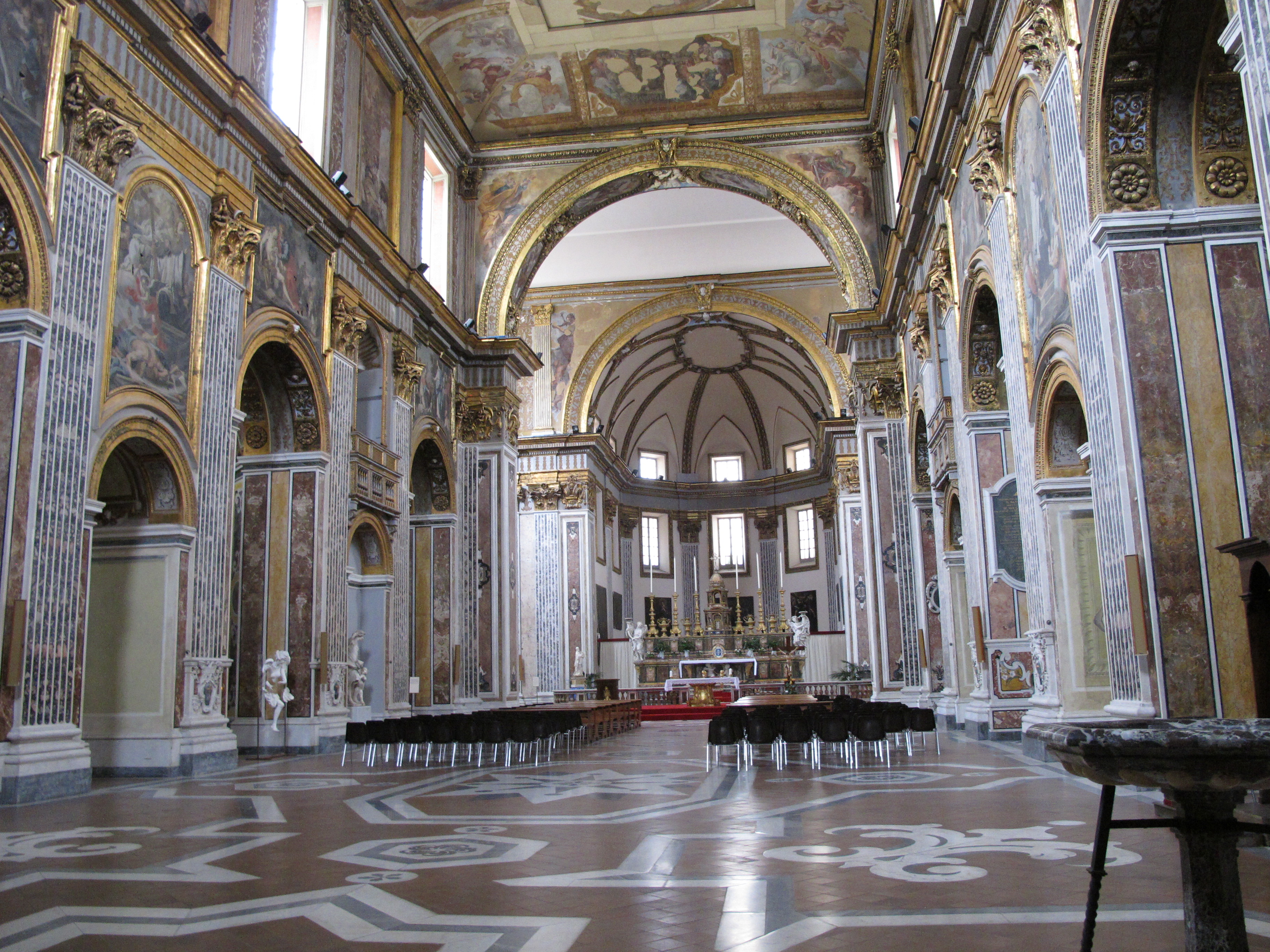
Nave central.

El techo de la nave central, gravemente dañado por los bombardeos de la Segunda Guerra Mundial, conserva restos de los frescos de Massimo Stanzione que representan las Storie dei Santi Pietro e Paolo y la Vittoria dei napoletani sui Saraceni, todos realizados entre 1643 y 1644. Entre los ventanales, bajo la bóveda, los grandes lienos verticales con las Storie di San Gaetano son de Andrea Di Lione (sobre bocetos de Andrea Vaccaro) de 1660 a 1661, mientras que aún más abajo, entre los arcos de la nave, hay dieciséis telas horizontales, ocho a cada lado, sobre Storie della vita di Gesù (Cena in Emmaus, Ritorno del figliol prodigo, Buon Samaritano, Gesù e l'adultera, Gesù tra i dottori, Riposo durante la fuga in Egitto, Presentazione al Tempio, Adorazione dei Magi, Circoncisione di Gesù, Adorazione dei pastori, Annuncio ai pastori, Annunciazione, Resurrezione di Lazzaro, Samaritana al pozzo, Tentazioni di Satana y Battesimo di Gesù) y dos más grandes (una a cada lado) sobre la Vita di san Gaetano (San Gaetano vittorioso sull'Eresia y San Gaetano che esorta ad orare il Sacramento), todas ellas de Santolo Cirillo con fecha de 1737. El arco de acceso a la zona del presbiterio fue decorado con las figuras de los santos Pedro y Pablo por Andrea Vaccaro en 1660, mientras que el techo del transepto y del ábside se han perdido por completo, a excepción de algunos estucos del ábside; según la historiografía oficial, estaban caracterizados por frescos sobre Vita e Passione di Cristo, Santi Apostoli, Santi protettori della città y Dottori della chiesa greca e della chiesa latina, un ciclo completamente realizado por Belisario Corenzio.
En el lado izquierdo de la nave central está expuesta la estatua del Angelo Custode de Domenico Antonio Vaccaro, esculpida en 1724 para la capilla homónima, la tercera de la nave izquierda, reconstruida en esos años con el diseño de Francesco Solimena, y reemplazada en el siglo XIX por una estatua de Cristo. También prevista por el proyecto de Solimena, después de la segunda capilla de la nave derecha, una escalera de doble tramo conduce al exterior de la iglesia, en el lado derecho, y también al subcuerpo dedicado a San Cayetano. A lo largo de las paredes de los arcos menores de la nave, que dan a las naves laterales, los frescos con Angeli e Paesaggi son de Alessio D'Elia.
El altar mayor fue realizado en 1775-1776 por el marmolista Antonio di Lucca, con esculturas de Giacomo y Angelo Viva y el diseño de Ferdinando Fuga, mientras que en el contrafrente se encuentra el fresco de Santolo Cirillo de la Dedicazione del tempio di Gerusalemme, fechado en 1737, por el cual, junto con las dieciocho pinturas a lo largo de los arcos de la nave, recibió una compensación de 1.500 ducados.
Las naves laterales constan de cuatro capillas cada una, alternadas con otras pequeñas capillas que contienen ciclos de frescos, estucos, esculturas, belenes históricos o lápidas de mármol. En el transepto, se encuentran seis capillas, tres a cada lado, dos a lo largo de las paredes frontales y una colocada a lo largo de la pared del presbiterio al lado del ábside. Desde una puerta del presbiterio del transepto derecho, finalmente, se puede acceder a la sacristía de Solimena.

#### Capillas de las naves laterales

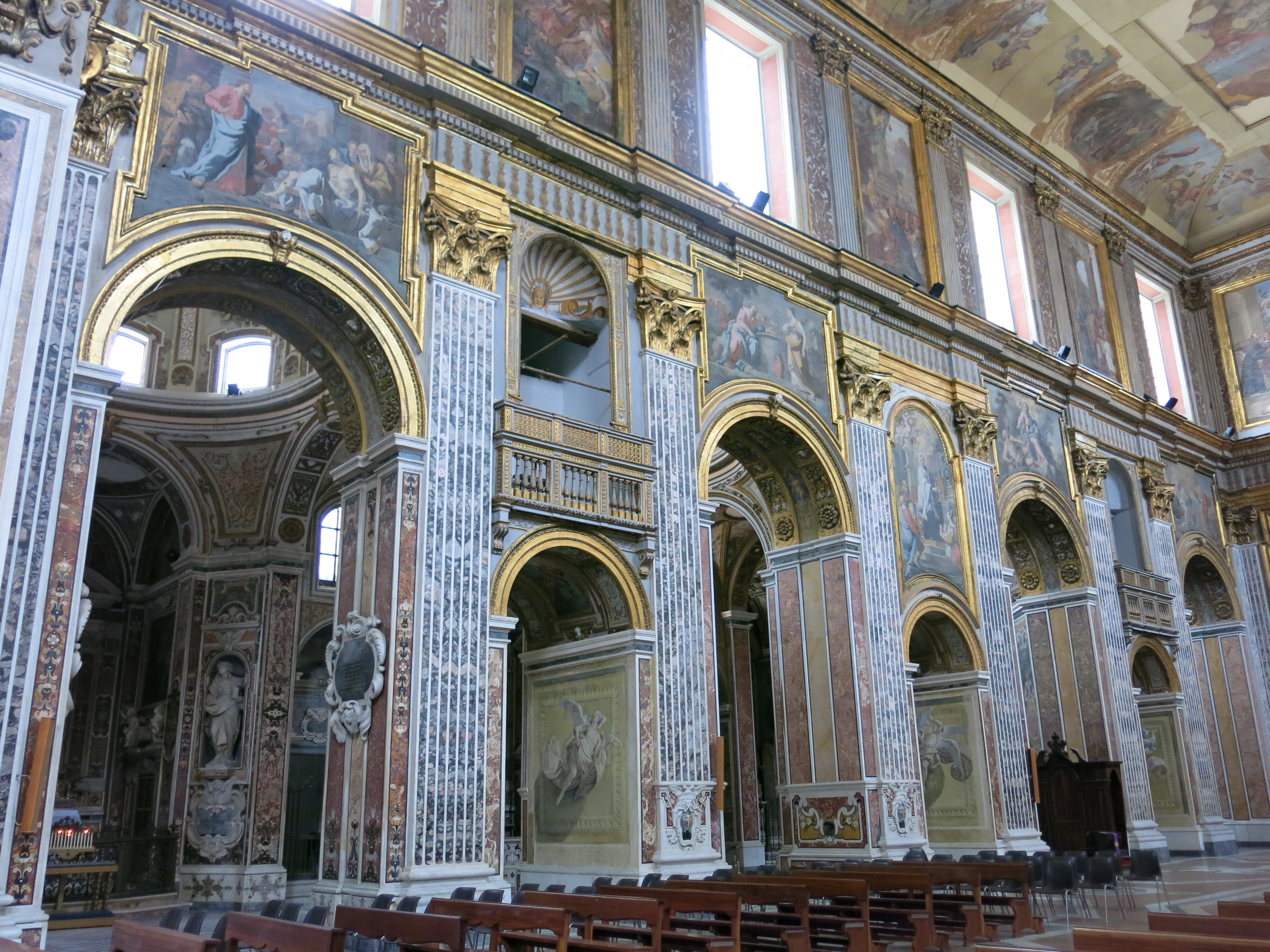
Vista hacia la nave derecha.

La primera capilla de la nave izquierda es la capilla de San Carlos Borromeo. El cardenal también está representado en el retablo San Carlo Borromeo e San Giovanni Nepomuceno de Giuseppe Bonito. La capilla tal como se ve hoy en día es el resultado de obras de modernización realizadas a finales del siglo XVIII por Giuseppe Candido.
La segunda capilla está dedicada a San Giuseppe Maria Tomasi: el santo está retratado en la pared frontal en la pintura de Desiderio de Angelis junto a la Inmaculada Concepción; en la pared lateral izquierda está el monumento funerario de Donato Tomasi, mientras que en la derecha está el de Felice Tomasi, quien también fue el comitente de los dos bajorrelieves de mármol presentes en el exterior de la capilla, que representan a Angela Vannucci y Annamaria Manforte.
Luego está la capilla de los Santos Pedro y Pablo, que conserva una tabla del siglo XVI de Francesco Cicino representando a la Madonna con i santi Pietro e Paolo; junto a la capilla hay un monumento funerario con el busto del matemático Nicola Fergola.
La última capilla de la nave es la capilla Flasconi, o capilla del Ángel Custodio. La capilla, encargada por la familia Flasconi, también lleva el nombre de la escultura de mármol de Vaccaro que solía estar en esta ubicación, hoy en día exhibida en la nave central de la basílica, frente a la misma capilla. En la pared izquierda hay un monumento funerario de Angelo Viva realizado en 1799 y dedicado al cardenal de Nápoles Giuseppe Zurlo. Otras decoraciones son obra de Giuseppe Candido de 1772.
La primera capilla de la nave derecha es la del beato Giovanni Marinoni. Éste fue el fundador del Monte di Pietà; la sala contiene una pintura de Paolo de Majo, Giovanni Marinoni rinuncia a diventare vescovo di Napoli, y dos lienzos de Nicola Malinconico, San Benedetto y San Paolino.
Luego viene la capilla de la Natividad, caracterizada por la pintura del siglo XVI, colocada sobre el altar, que representa la Adorazione dei Pastori de Giovan Angelo Crisculo; en las paredes laterales hay un fresco (a la izquierda) y el monumento funerario de Maria Beatrice Fierez Roediger (a la derecha).
La capilla de San San Cayetano de Thiene está dedicada al santo que fundó la orden de los teatinos; los trabajos internos y externos, que incluyen cuatro bajorrelieves en estuco que representan Scene della vita di san Gaetano, dos de los cuales están en las paredes laterales de la capilla y dos en las columnas exteriores, fueron encargados a Angelo Viva por Giuseppe Gonzaga en 1805. En la pared frontal hay una pintura de San Cayetano realizada por un autor desconocido de la escuela de Andrea Vaccaro. Los mármoles datan del siglo XVII, mientras que los frescos del techo son de la segunda mitad del siglo XVIII y son obra de Alessandro Fischetti.
La última capilla de la nave es la capilla de la Pureza. Esta fue construida en 1642 pero completada mucho más tarde con el único propósito de albergar la copia (el original está en el convento) de la pintura de la Madonna della purità  de Luis de Morales, que el sacerdote Diego Di Bernardo y Mendoza donó a la orden de los teatinos en 1641. En las paredes laterales, los frescos del Riposo nella fuga in Egitto y de la Concezione della Vergine son de Massimo Stanzione, mientras que en las lunetas la Presentazione di Gesù al tempio y la Nascita di Maria son de Pacecco De Rosa.

#### Capillas del transepto

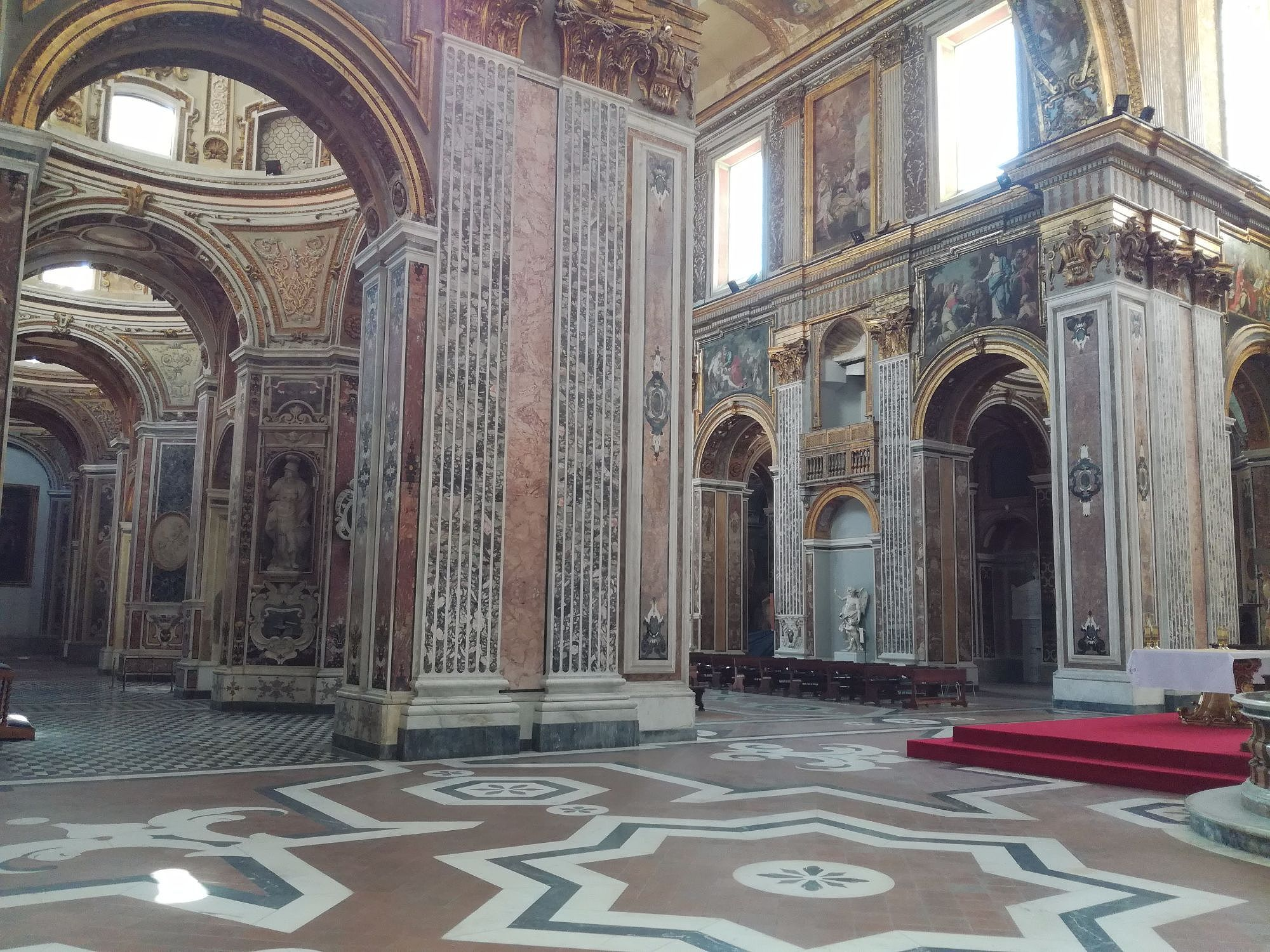
Vista de la basílica desde el transepto izquierdo.

La primera capilla del transepto izquierdo es la capilla de los Santos Pedro y Pablo, también conocida como la de la Inmaculada o de los relicarios. El espacio fue construido como resultado de una importante expansión de la basílica a finales del siglo XVI; alberga dos conjuntos de relicarios, mientras que los frescos en la bóveda y en las lunetas son obra de Nicola Maria Rossi y datan de la primera mitad del siglo XVIII.
La segunda capilla (anónima y sin patrocinio) en la pared frontal del transepto fue ampliamente remodelada después de un bombardeo durante la Segunda Guerra Mundial; la capilla alberga algunas pinturas de Santolo Cirillo.
La capilla Firrao está situada a lo largo de la pared del presbiterio, a la izquierda del ábside, y resulta de particular interés por la belleza de los revestimientos de mármol policromado realizados por Dionisio Lazzari en colaboración con Francesco Valentino y Simone Tacca a partir de 1640. Los elegantes frescos en la cúpula son obra de Aniello Falcone y datan de 1641. La capilla fue construida por voluntad de la misma familia noble de los Firrao, que, al experimentar un fuerte crecimiento económico, decidió, a través de varias construcciones en la ciudad (además de la capilla, los nobles también hicieron erigir simultáneamente el palacio familiar), mostrar su nueva posición social. La capilla se presenta hoy en su aspecto original.
La primera capilla frontal del transepto derecho es la capilla del beato Pablo Burali d'Arezzo. Fue establecida en 1773 para consagrar al entonces cardenal arzobispo de Nápoles; el espacio es fundamentalmente obra de varios artistas cercanos a Luigi Vanvitelli. El sepulcro de mármol que alberga al beato fue realizado por Antonio di Lucca, mientras que las pinturas internas son de Jacopo Cestaro, quien realizó el Beato Paolo Burali d'Arezzo in orazione davanti alla Vergine  y el ciclo de frescos en el techo. La pared izquierda, por otro lado, alberga frescos de Paolo De Matteis.
La segunda capilla del transepto, anónima al igual que la del transepto izquierdo, fue fuertemente remodelada después de los bombardeos que sufrió durante la Segunda Guerra Mundial; conserva algunas pinturas de Santolo Cirillo en su interior y a la izquierda, una puerta da acceso a la sacristía. La antecámara contiene pinturas y muebles del siglo XVII, con una Madonna con i santi Caterina e Antonio de Giuseppe Tomajuolo. La puerta de la esquina izquierda de la sala conduce a la sacristía de Solimena, ubicada en línea recta detrás de la capilla de San Andrés Avelino (a la derecha del ábside). La habitación tiene muebles del siglo XVII y frescos que representan a ángeles, alegorías y virtudes en las paredes laterales y en la bóveda, así como la Caduta di San Paolo y la Caduta di Simon Mago en las paredes frontales. Todo el ciclo de frescos está fechado y firmado por Francesco Solimena.
A lo largo de la pared del presbiterio, a la derecha del ábside, está finalmente la capilla de San Andrés Avelino. Contiene varias donaciones hechas por los teatinos a lo largo de los años y el ataúd de latón dorado que contiene al santo, quien murió aquí en 1608. Las decoraciones de mármol fueron realizadas por Dionisio Lazzari y Nicola Tammaro a finales del siglo XVII. Importantes obras de modernización fueron realizadas posteriormente por Domenico Antonio Vaccaro, quien realizó los escalones del altar y la custodia del frasco que contiene la sangre del santo. Dos bajorrelieves de Angelo Viva de 1805 que representan Avvenimenti della vita del Santo adornan las paredes laterales, mientras que la cúpula presenta estucos y frescos de Giuseppe Marullo que representan los Miracoli di Sant'Andrea d'Avellino. La pintura sobre el sepulcro es obra de Paolo Finoglio y representa a Sant'Andrea tra angeli.

#### Claustros

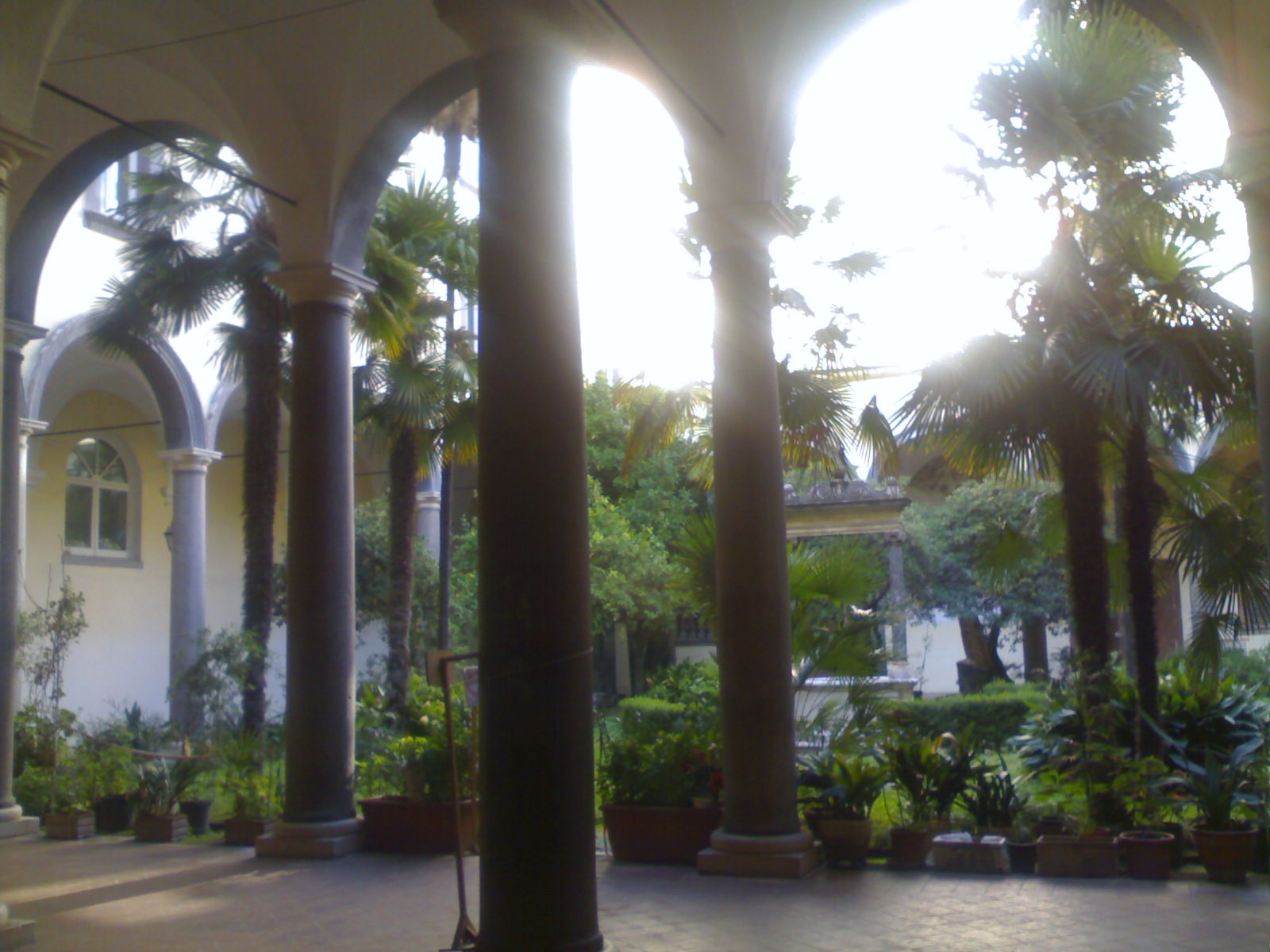
Claustro pequeño-

La basílica alberga dos claustros monumentales de diferente tamaño.
El claustro pequeño (chiostro piccolo) fue erigido a finales del siglo XVI por los padres teatinos en el área del templo de los Dioscuros. El vestíbulo abovedado está sostenido por columnas de granito que formaban parte de la iglesia paleocristiana preexistente; su planta es rectangular, con un pozo de mármol en el centro con un brocal sostenido por columnillas del mismo material, que sostienen un pequeño dintel de mármol. Según una leyenda popular, se dice que el agua del pozo de San Pablo era la más fresca de la ciudad y que los fieles acudían allí para saciar su sed. Entre los frescos que adornaban las paredes y que se han perdido, había uno atribuido a Aniello Falcone, que representaba un campo de batalla.
En las inmediaciones, detrás del ábside de la basílica, se encuentra el claustro grande (chiostro grande); construido en el mismo año que el pequeño, tiene una forma rectangular y siete arcos en cada lado. Después de la Unificación de Italia, en 1866, se convirtió en una de las sedes del Archivo de Estado, cuyas colecciones posteriormente se fusionaron todas en el único gran archivo de los claustros de los Santos Severino y Sossio. Actualmente, el claustro está ocupado por el archivo notarial de Nápoles, que conserva protocolos notariales desde el siglo XVIII hasta la actualidad.